# Günter Lunow

Günter Lunow (2009)

Günter Lunow (* 12. November 1926 in Wismar; † 23. August 2017) war ein deutscher Politiker (SED). Er war von 1969 bis 1989 Oberbürgermeister der Hansestadt Wismar.

## Leben
Günter Lunow wurde als Sohn eines Arbeiters in Wismar geboren. Nach dem Schulbesuch in Wismar wurde er zur Wehrmacht eingezogen.
Gleich nach Kriegsende absolvierte er eine Lehre als Industriekaufmann bei den Stadtwerken Wismar. Lunow wurde Mitglied der SED. Er schloss ein Studium im Bereich Verwaltungs- und Staatsrecht als Diplom-Verwaltungswirt (FH) ab. Später wurde er auch Diplomstaatswissenschaftler. Günter Lunow war verheiratet und hat zwei Töchter.
Ab 1. Dezember 1948 trat er in städtische Dienste und wurde Referent des Wismarer Oberbürgermeisters Herbert Säverin. Ab 1952 war er beim Rat des Bezirkes Rostock tätig und ab 1953 in der Verwaltung des Kreises Grevesmühlen. Von 1953 bis 1959 war er Vorsitzender des Rates des Kreises Wismar und von 1959 bis 1969 des Kreises Bad Doberan.
Am 15. April 1969 bekam Günter Lunow als Nachfolger des in die Rente verabschiedeten Herbert Fiegert, die Berufung als Oberbürgermeister der Hansestadt Wismar, eine Aufgabe, die er bis zu seiner Abberufung durch die Stadtverordnetenversammlung am 15. November 1989 erfüllte. Gleichzeitig war er Mitglied des Sekretariats der SED-Kreisleitung Wismar.
Am 28. Februar 1979 wurde er in die Wahlkommission der DDR unter Leitung von Friedrich Ebert zur Durchführung der Kommunalwahlen am 20. Mai 1979 berufen. Am 28. Oktober 1987 unterzeichnete er mit Lübecks Bürgermeister Robert Knüppel eine Partnerschaftsvereinbarung zwischen Wismar und Lübeck. Am 3. Februar 1989 begrüßte er den Ministerpräsidenten von Schleswig-Holstein und damaligen Präsidenten des Bundesrates der Bundesrepublik Deutschland, Björn Engholm, in Wismar.
Lunow starb im Alter von 90 Jahren.

## Auszeichnungen
- 1979 Artur-Becker-Medaille in Gold[7]